# Conde de Munster

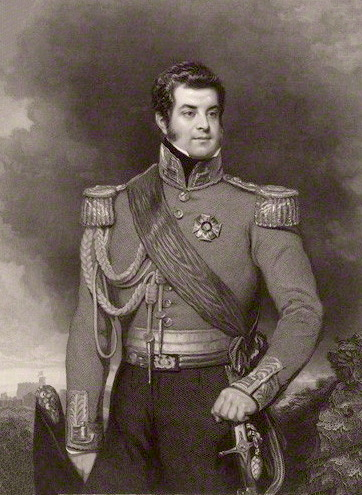
George FitzClarence, 1.º Conde de Munster.

Conde de Munster foi um título criado duas vezes, uma vez no Pariato da Irlanda e outra vez no Pariato do Reino Unido. A primeira criação aconteceu em 1789 em favor do príncipe Guilherme, o terceiro filho do rei Jorge III. Ele foi nomeado Duque de Clarence e St. Andrews  ao mesmo tempo. Quando Guilherme subiu ao trono como rei Guilherme IV em 1830, os títulos se reverteram para a coroa.
A segunda criação aconteceu no Pariato do Reino Unido em 12 de maio de 1831 em favor de George Augustus Frederick FitzClarence, o filho ilegítimo mais velho de Guilherme IV. Ele foi nomeado Visconde FitzClarence e Barão Tewkesbury no condado de Gloucester ao mesmo tempo. O viscondado foi usado como um título de cortesia pelo herdeiro aparente do condado. Os títulos foram criados com o restante para seus irmãos Frederick, Adolphus e Augustus.
O bisneto de Lorde Munster, o quinto conde (que sucedeu a seu tio), era um político conservador proeminente e ocupou um cargo ministerial sob cinco primeiros-ministros. Ele foi sucedido por seu primo em segundo grau, o sexto conde. Ele era filho do general de brigada Charles FitzClarence, filho do capitão George FitzClarence, terceiro filho do primeiro conde. Com a morte de seu filho, o sétimo Conde, em 2000, os títulos foram extintos.

## Condes de Munster (primeira criação, 1789)
- Guilherme, Duque de Clarence e St. Andrews (1765-1837), terceiro filho de Jorge III, ascendeu ao trono em 1830 como Guilherme IV. Seus títulos foram revertidos para a coroa, pois ele não tinha nenhum filho masculino legítimo.

## Condes de Munster (segunda criação, 1831)
- George FitzClarence, 1.º Conde de Munster (1794-1842), filho ilegítimo de Guilherme IV com Dorothea Jordan. Criado Conde de Munster em 1831.
  - William FitzClarence, 2.º Conde de Munster (1824-1901)
    - Edward Fitz-Clarence, Visconde FitzClarence (1856-1870)
    - Geoffrey FitzClarence, 3.º Conde de Munster (1859-1902)
    - Aubrey FitzClarence, 4.º Conde de Munster (1862-1928)

  - George FitzClarence (1836–1894)
    - Charles FitzClarence (1865–1914)
      - Geoffrey FitzClarence, 5.º Conde de Munster (1906-1975)
        - Edward FitzClarence, 6.º Conde de Munster (1899-1983)
          - Anthony FitzClarence, 7.º Conde de Munster (1926-2000)